# 瓜生堂遺跡
座標: 北緯34度39分41.2秒 東経135度36分15.5秒 / 北緯34.661444度 東経135.604306度
瓜生堂遺跡（うりゅうどういせき）は、大阪府東大阪市瓜生堂・若江西新町に所在する弥生時代から近世にかけての複合遺跡・低湿地遺跡。特に弥生時代墓制の代表格である方形周溝墓の構造を解明した遺跡として知られる。

## 概要
河内平野の中央低地に位置し、かつての河内湖の南岸にあたる。大和川の氾濫などによって弥生時代の遺物包含層は現地表下3～4メートルに埋没しており、以後重層的に古墳時代・古代・中世・近世の包含層まで積み重なっている。
遺跡の西側に集中している弥生時代前期の遺構面からは竪穴建物跡や水田の跡、中期になると竪穴建物跡や高床倉庫跡、方形周溝墓を中心とする墓地などが発見されている。特に第2号方形周溝墓は、墳丘の盛土が良好に残存し、埋葬主体部として6基の木棺・6基の土壙・6基の土器棺が検出され、方形周溝墓埋葬の全容をはじめて解明した遺構として学史に残る発見とされている。また出土品も豊富で、石器・土器・木器・骨角器・青銅器など多様なものがある。